# الوليد بن مسلم
أَبُو الْعَبَّاسِ الْوَلِيدُ بْنُ مُسْلِمٍ الدِّمَشْقِيُّ، من رواة الحديث، عالم أهل الشام، مولى بني أمية، قرأ القرآن على يحيى بن الحارث الذماري، وعلى سعيد بن عبد العزيز. ارتحل في هذا الشأن، وصنف التصانيف، وتصدى للإمامة، وكان ثقةً حافظًا، لكن رديء التدليس.

## روايته للحديث
- حدث عن: ابن عجلان، وثور بن يزيد، وابن جريج، ومروان بن جناح، والأوزاعي، وأبي بكر بن أبي مريم الغساني، وعفير بن مروان، وعثمان بن أبي العاتكة، وعبد الرحمن بن يزيد بن جابر، وعبد الرحمن بن يزيد بن تميم، وعبد الله بن العلاء بن زبر، وسليمان بن موسى الأشدق، وإسماعيل بن رافع، وحنظلة بن أبي سفيان، وصفوان بن عمرو، وشيبة بن الأحنف، وطلحة بن نافع، وعبد الرحمن بن حسان الكناني، وحريز بن عثمان، وهشام بن حسان، وعبد الرزاق بن عمر الثقفي، ومعان بن رفاعة، وشيبان النحوي، وسفيان الثوري، ومالك بن أنس، والليث بن سعد، وابن لهيعة، والمثنى بن الصباح، ويزيد بن أبي مريم، وسعيد بن بشير.
- حدث عنه: الليث بن سعد، وبقية بن الوليد - وهما من شيوخه -، وعبد الله بن وهب، وأبو مسهر، وأحمد بن حنبل، ودحيم، وأبو خيثمة، وإسحاق بن موسى، وعلي بن محمد الطنافسي، وأحمد بن أبي الحواري، ونعيم بن حماد، ومحمد بن عائذ، وداود بن رشيد، وسويد بن سعيد، وعمرو بن عثمان، وإبراهيم بن موسى، ومحمد بن المثنى بن دينار العنزي، وأبو قدامة السرخسي، وكثير بن عبيد، ومحمد بن عبد الله بن ميمون الإسكندراني، ويحيى بن موسى، وأبو عمير بن النحاس، ومحمد بن مصفى، وموسى بن عامر المري، ومحمود بن غيلان.
- منزلته في الجرح والتعديل: قال محمد بن سعد البغدادي: «كان الوليد ثقة كثير الحديث والعلم، حج سنة أربع وتسعين ومائة، ثم رجع»، فمات بالطريق. قال أحمد بن حنبل: «ليس أحد أروى لحديث الشاميين من الوليد بن مسلم، وإسماعيل بن عياش». وقال أبو حاتم الرازي: صالح الحديث، وقال أبو مسهر الغساني: «ربما دلس الوليد بن مسلم عن كذابين». وقال الذهبي: «البخاري ومسلم قد احتجا به، ولكنهما ينتقيان حديثه، ويتجنبان ما ينكر له وقد كان في آخر عمره ذهب إلى الرملة، فأكثر عنه أهلها.»[2]